# Gerd Herold
Gerd Herold (ur. 1945 w Oberlungwitz) – niemiecki lekarz, doktor nauk medycznych, specjalista chorób wewnętrznych i medycyny pracy. Autor Kompendium der Inneren Medizin przetłumaczonego na wiele języków, w tym na polski (1. wydanie Medycyna wewnętrzna. Kompendium dla studentów medycyny i lekarzy w 1992 roku).